# ファンキー加藤
ファンキー加藤（ファンキーかとう、本名：加藤 俊介（かとう しゅんすけ）、1978年12月18日 - ）は、日本の歌手・俳優。
男性音楽グループFUNKY MONKEY BΛBY'SのMCとしても活動している。所属事務所はイドエンターテインメント。2020年4月より ホリプロ・ブッキング・エージェンシー と業務提携。既婚。4児の父。東京都八王子市出身。身長174cm。血液型はA型。

## 来歴

### FUNKY MONKEY BABYS時代
- 2004年元旦、FUNKY MONKEY BABYSを結成し、2006年1月25日にメジャーデビュー。

グループ時代の来歴の詳細はFUNKY MONKEY BABYSを参照。

### 2013年
- 4月15日、元マネージャーである一般女性との結婚を発表。
- 6月2日の東京ドームライブを最後にFUNKY MONKEY BABYSを解散。
- 6月27日付けのFUNKY MONKEY BABYSブログでソロ活動を宣言[1]。
- 11月17日から『ファンキー加藤 インストアライブツアー 〜原点回帰〜』を開始（2014年2月16日まで）。

### 2014年
- 2月12日、ソロデビューシングル「My VOICE」をリリース。
- 2月14日、ドキュメンタリー映画『ファンキー加藤 / My VOICE 〜ファンモンから新たな未来へ〜』を公開。
- 4月2日から新曲の「FLY」が水曜日のめざましテレビのテーマソングに決定。
- 5月14日、2ndシングル「輝け」をリリース。
- 8月20日、3rdシングル「太陽」のリリースが決定。
- 7月16日から放送される日本テレビ系ドラマ「ST 赤と白の捜査ファイル」で俳優デビュー。
- 9月19日、20日にソロとして初の単独ライブとなる『「I LIVE YOU 2014」in 日本武道館』を開催。
- 9月3日にソロ初となる1stアルバム『ONE』の発売が決定。また、あわせて、2015年1月よりソロデビュー後初、最大の全国ホールツアーの開催が決定。
- 10月1日から新曲の ｢少年の声｣が水曜日のめざましテレビのテーマソングに決定。

### 2015年
- 1月23日からマイナビ転職のCMソングとして、新曲の ｢つながるから｣を使用。
- 1月24日から『ONE』をもとにしたツアー「ONE FOR HALL TOUR 2015」を開催。このツアーで新曲の ｢MUSIC MAGIC｣を使用。
- 5月13日、自身のブログで、2月中旬に第1子の男児が誕生していたことを報告[2]。
- 7月19日、20日、大阪城ホールで『「I LIVE YOU2015」in大阪』を開催。
- 7月27日、2016年初夏に公開予定の映画『サブイボマスク』に主演することを発表[3]。
- 10月28日、4thシングル『MUSIC MAGIC』を発売。
- 11月28日、『「I LIVE YOU 2015」in 仙台』（セキスイハイムスーパーアリーナz9）が開催される。

### 2016年
- 2月24日、5枚目のシングル『中途半端なスター』を発売。
- 4月16日、『「I LIVE YOU 2016」in 名古屋』（日本ガイシホール）開催。
- 6月7日、アンタッチャブル柴田英嗣の妻とW不倫をした上で妊娠させた事を週刊女性が報じる[4]。加藤は全て事実であると認め、同日謝罪会見を行った[5]。
- 6月8日、6枚目のシングル『ブラザー』を発売。
- 6月11日、映画『サブイボマスク』で初主演。
- 7月23日、24日、『「I LIVE YOU 2016」in 横浜』（横浜アリーナ）開催。
- 10月19日、7枚目のシングル『走れ 走れ』発売。
- 11月2日、ソロ2枚目のアルバム『Decoration Tracks』(通称デコトラ）発売。
- 11月12日から『デコトラ』発売を受けて2ndホールツアー『HALFWAY STAR TOUR』を開催。

### 2017年
- 3月17日、東京『中野サンプラザ』で『HALFWAY STRA TOUR』ファイナルとなる。
- 5月8日、第2子が誕生したことを公式ブログで発表。
- 7月2日、ファンキー号限定イベント 「FUNKY GO!! SUMMER 2017」(なんばHatch )
- 7月14日、ファンキー号限定イベント 「FUNKY GO!! SUMMER 2017」(赤坂BLITZ）
- 8月26日、『MUSIC TRIBE 2017』に出演。
- 11月8日、8枚目シングル『冷めた牛丼をほおばって』を発売。

### 2018年
- 2月24日、25日に『I LIVE YOU 2018』をエスフォルタアリーナ八王子にて開催。
- 3月10日、長崎 アミュプラザ長崎かもめ広場(JR長崎駅)より『全日本フリーライブツアー〜超原点回帰〜』を開催 (10月8日、福岡 イオンモール大牟田でFINAL)。
- 3月21日、ソロ3枚目のアルバム『今日の詩』が発売。
- 9月26日、9枚目シングル『希望のWooh』が発売。
- 10月13日、戸田市文化会館を皮切りに全国3rdホールツアー『希望のWooh oh TOUR』がスタート。

### 2019年
- 1月11、12日、オリンパスホール八王子で『希望のWooh oh TOUR』ファイナル公演を行う。
- 2月12日、ソロデビュー5周年を迎える。同日にFC会員限定『カトちゃんねる』で5月3日に新木場 STUDIO COASTで『熱唱戦隊ゴネンジャー』を開催すると発表。
- 5月3日、新木場STUDIO COASTでFC会員限定ライブ『熱唱戦隊ゴネンジャー ～FUNKY KATO 5th ANNIVERSARY～』を開催。
- 5月13日、日本テレビ『しゃべくり007』で3年ぶりのバラエティ出演。その後、『世界一受けたい授業』(日本テレビ、6月29日放送)、『ダウンタウンDXDX』(日本テレビ、7月4日)に出演している。本業の音楽活動でも『7.2 新しい別の窓』(AbemaTV、6月2日放送)、『THE MUSIC DAY 時代』(日本テレビ、7月6日放送)、『音楽の日2019』(TBS、7月13日放送)、『BPM 〜BEST PEOPLE's MUSIC〜』(AbemaTV、7月27日放送)に出演。
- 8月31日、自身が主催の『OUR MIC FES』を開催。今夏はMUSIC TRIBE 2019や宗像フェスといった大型フェスにも多数出演。
- 10月22日、ファン待望のファンキー号BBQを開催。
- 11月24日、ソロ初となるベリーグッドマンとのツーマンライブに出演。
- 12月31日、ももいろ歌合戦（BS日テレ・ニッポン放送・AbemaTVなど）へ初出場。

### 2020年
- 4月1日、ソロ4thアルバムとなる「F」をリリース。
- 6月17日、双子が誕生していたことを発表[6]。
- 9月6日、「黒フェス2020〜白黒歌合戦〜」に出演。
- 10月10日から、ライブツアー「F」を開催予定であったが新型コロナウイルス感染拡大のため中止。
- 10月26日、初の無観客生配信ライブ「ファンキー加藤 超ワンマンライブ”F“」開催。
- 11月8日、「SPORTS of HEART 2020」にオンライン出演。
- 12月18日、昭和女子大学人見記念講堂にて「FUNKY KATO BIRTHDAY LIVE “TANZANITE“」開催。
- 12月26日、パシフィコ横浜にてTBSラジオpresents 「木梨の大音楽会。フェスってゆー!!」に八王子会の一員として出演。
- 12月31日、ABEMA TV「第4回 ももいろ歌合戦〜ニッポンの底力〜史上最多アーティストと年越し7時間生放送」に出演。

### 2021年【グループ再結成】
- 3月11日、東日本大震災から10年を迎えるこの日に第11回TBS「音楽の日」でFUNKY MONKEY BABYS解散から8年ぶりに一夜限りの復活[7]。仙台市の楽天生命パーク宮城から中継[7]。
- 3月13日、TACHIKAWA STAGE GARDENにてデビュー15周年記念　春ワンマン　ファンキー加藤『爛漫ライブ』開催。
- 3月16日、元相方モン吉と2人でFUNKY MONKEY BABYSを再結成する事を発表。表記はFUNKY MONKEY BΛBY'Sとする。理由は2004年の結成当初にYとSの間にアポストロフィーが付いていたからという理由と画数を気にしたモン吉と、事務所の尾辻社長が画数を合わせるためにAをΛ(らむだ)にしたところから始まる。
- 6月2日、9月15日に1st singleのリリースと10月1日に日本武道館にて｢WeAreFUNKY MONKEY BΛBY'S in日本武道館｣を開催する事を発表。

### 2024年
- ソロ活動開始から10周年を迎える記念に、4年ぶりの新曲『優しい光』を発表。1月25日に詳細を発表。2月14日リリース。
- 7月24日、ソロ活動開始10周年を記念した初のベストアルバム『My BEST』をリリース。

## 人物
- 三人兄弟の真ん中である。
- 視力が良く、裸眼で2.0以上ある。鯖江市でライブをする時は、必ず伊達眼鏡を購入しライブ中も装着している。
- 小学校の児童会選挙で児童会長に当選し、『大沢川太郎』なるカッパのマスコットキャラを生んだ。
- BOØWYの大ファンであり中学から高校時代にBOØWY のコピーバンド「エンペラー」を結成しボーカルを担当した。
- 1997年にスチャダラパーの影響を受け音楽活動開始、当時[注釈 1]はラッパーとして活動していた。
- 八王子の実家には「ファンモン部屋」という部屋を設け、全国のファンから送られてきた手紙やプレゼントを飾っている。
- 2020年9月に放送された『有吉反省会』では、新型コロナウイルスの影響によりイベントの開催が見送られた2020年を除き、毎年東北楽天ゴールデンイーグルスの本拠地である宮城球場にて、試合終了後にミニライブを行っているが、自身が登場した5試合で1回も勝ったことがないので自ら「敗戦処理シンガー」とTwitterなどで自虐していることを告白している。なお、2021年もゲスト出演した試合で楽天が敗れたため、「6連敗」になった[8][9]。2022年はゲスト出演した試合（対オリックス・バファローズ戦）で楽天が勝利し、悲願であった勝利後のミニライブが実現した[10]。

## プロレス
- 小学校高学年の頃にプロレスにハマりプロレス団体に入団を希望したが、身長が足りないとの理由で断られた。
- 別記の通り新日本プロレスやプロレスリング・ノア関係のソングを製作している。
- 2024年6月にはDDTプロレスリングの都電プロレスでアイアンマンヘビーメタル級王座の第1659代チャンピオンにも就いている[11]。

## ディスコグラフィ

### シングル
| 枚  | リリース       | タイトル               | 販売生産番号           | 最高位 |
| --- | -------------- | ---------------------- | ---------------------- | ------ |
| 1st | 2014年2月12日  | My VOICE               | MUCD-5250 MUCD-9065    | 3位    |
| 2nd | 2014年5月14日  | 輝け                   | MUCD-5259 MUCD-9067    | 5位    |
| 3rd | 2014年8月20日  | 太陽                   | MUCD-5279 MUCD-9073    | 14位   |
| 4th | 2015年10月28日 | MUSIC MAGIC            | MUCD-5316 MUCD-9091    | 13位   |
| 5th | 2016年2月24日  | 中途半端なスター       | MUCD-5322 MUCD-9098    | 12位   |
| 6th | 2016年6月8日   | ブラザー               | MUCD-9099 MUCD-5329    | 8位    |
| 7th | 2016年10月19日 | 走れ 走れ              | MUCD-9107/8 MUCD-5332  | 19位   |
| 8th | 2017年11月8日  | 冷めた牛丼をほおばって | MUCD-9119/20 MUCD-5339 | 17位   |
| 9th | 2018年9月26日  | 希望のWooh             | MUCD-9127/8 MUCD-5349  | 13位   |

### 配信限定シングル
| 枚  | リリース      | タイトル        | 最高位 |
| --- | ------------- | --------------- | ------ |
| 1st | 2018年1月17日 | 前へ 〜My way〜 |        |
| 2nd | 2018年2月21日 | 失恋の詩        |        |
| 3rd | 2020年3月16日 | 終われない歌    |        |
| 4th | 2021年7月2日  | 吼えろ 2021     |        |
| 5th | 2024年2月14日 | 優しい光        |        |

### その他
- ｢春雄の唄/かけがえのない人｣ (2016年5月26日) ※Loppi限定CDシングル。

サブイボマスク名義

### オリジナルアルバム
| 枚  | リリース      | タイトル          | 販売生産番号                  | 最高位 |
| --- | ------------- | ----------------- | ----------------------------- | ------ |
| 1st | 2014年9月3日  | ONE               | MUCD-8057 MUCD-8059 MUCD-1302 | 3位    |
| 2nd | 2016年11月2日 | Decoration Tracks | MUCD-8078/9 MUCD-9107/8       | 11位   |
| 3rd | 2018年3月21日 | 今日の詩          |                               | 7位    |
| 4th | 2020年4月1日  | F                 |                               | 13位   |

### ベストアルバム
| 枚  | リリース      | タイトル | 最高位 |
| --- | ------------- | -------- | ------ |
| 1st | 2024年7月24日 | My BEST  | 21位   |

### レンタル限定
| 枚  | リリース     | タイトル                       |
| --- | ------------ | ------------------------------ |
| 1st | 2014年9月3日 | FIRST FUNKY FES 2014@赤坂BLITZ |

### 映像作品
- I LIVE YOU 2014 in 日本武道館（2015年2月4日）
- 映画サブイボマスク

### 参加作品
- 布袋寅泰 ｢ALL TIME SUPER GUEST｣ (2011年8月17日)

11. さらば青春の光 / ファンキー加藤 with 布袋寅泰
- SPICY CHOCOLATE ｢TOKYO HEART BEATS｣ (2020年3月11日)

2. 夢のカケラ Feat. ファンキー加藤 & ベリーグッドマン
- ももいろクローバーZ ｢田中将大｣ (2021年2月24日)

10. On Your Mark with ファンキー加藤
- 八王子少年(LITTLE) ｢MY HOMIE feat. ファンキー加藤｣ (2021年5月29日)

1. MY HOMIE feat. ファンキー加藤

### 楽曲提供
- ももいろクローバーZ ｢吼えろ｣(作詞・共作曲)

## タイアップ一覧
| 楽曲                                                   | タイアップ | 収録作品                                                                                          |
| ------------------------------------------------------ | --- | ------------------------------------------------------------------------------------------------- |
| My Voice                                               | TBS『COUNT DOWN TV』2・3月度オープニングテーマ 映画『ファンキー加藤/My VOICE〜ファンモンから新たな未来へ〜』挿入歌                    | 1stシングル『My VOICE』 1stアルバム『ONE』                                                        |
| リスタート                                             | 日産自動車「セレナ」CMソング | 1stシングル『My VOICE』 1stアルバム『ONE』                                                        |
| 桜 ふわり ふわり                                       | アイフルホーム30周年記念TVCMソング | 1stシングル『My VOICE』 1stアルバム『ONE』                                                        |
| 輝け                                                   | カルピスソーダCMソング | 2ndシングル『輝け』 1stアルバム『ONE』                                                            |
| 太陽                                                   | 日本テレビ系ドラマ『ST 赤と白の捜査ファイル』主題歌                                                                                   | 3rdシングル『太陽』 1stアルバム『ONE』                                                            |
| FLY                                                    | フジテレビ「めざましテレビ」2014年度4月〜9月水曜日テーマソング                                                                        | 3rdシングル『太陽』 1stアルバム『ONE』                                                            |
| まわせ！                                               | 日産自動車「セレナ」CMソング | 1stアルバム『ONE』                                                                                |
| 終わらない未来                                         | NHK系『2014年アジア競技大会』テーマソング                                                                                             | 1stアルバム『ONE』                                                                                |
| 少年の声                                               | フジテレビ「めざましテレビ」2014年度10月〜3月水曜日テーマソング                                                                       | 4thシングル『MUSIC MAGIC』 2ndアルバム『Decoration Tracks』                                       |
| つながるから                                           | マイナビ「マイナビ転職」CMソング | 4thシングル『MUSIC MAGIC』 2ndアルバム『Decoration Tracks』                                       |
| MUSIC MAGIC                                            | ONE FOR HALL TOUR 2015 テーマソング ｢よみうりランド2015 ジュエルミネーション｣ テーマソング                                            | 4thシングル『MUSIC MAGIC』 2ndアルバム『Decoration Tracks』                                       |
| 中途半端なスター                                       | マイナビ「マイナビ転職」CMソング | 5thシングル『中途半端なスター』 2ndアルバム『Decoration Tracks』                                  |
| 勇者のうた                                             | TBS系プロ野球中継『SAMURAI BASEBALL』テーマソング                                                                                     | 6thシングル『ブラザー』 2ndアルバム『Decoration Tracks』                                          |
| ブラザー                                               | 映画『サブイボマスク』主題歌 | 6thシングル『ブラザー』 2ndアルバム『Decoration Tracks』                                          |
| 春雄の唄                                               | 映画『サブイボマスク』劇中歌 | サブイボマスク 『春雄の唄/かけがえのない人』 2ndアルバム『Decoration Tracks』(アルバムバージョン) |
| かけがえのない人                                       | 映画『サブイボマスク』劇中歌 | サブイボマスク 『春雄の唄/かけがえのない人』 2ndアルバム『Decoration Tracks』(アルバムバージョン) |
| 走れ 走れ                                              | TBS ｢イベントGO!｣ 2016年11月度 オープニングテーマ                                                                                     | 7thシングル 『走れ 走れ』 2ndアルバム『Decoration Tracks』                                        |
| 冷めた牛丼をほおばって                                 | TBS ｢COUNT DOWN TV｣ 2017年11月度 エンディングテーマ                                                                                   | 8thシングル 『冷めた牛丼をほおばって』 3rdアルバム『今日の詩』                                    |
| 前へ 〜My way〜                                        | 淀川 寛平マラソン 2017 テーマソング                                                                                                   | 配信限定シングル『前へ 〜My way〜』 3rdアルバム『今日の詩』                                       |
| 失恋の詩                                               | 日本テレビ ｢採用!フリップNEWS｣ 2018年3月度 エンディングテーマ                                                                         | 配信限定シングル 『失恋の詩』 3rdアルバム『今日の詩』                                             |
| 希望のWooh                                             | テレビ朝日 ｢ワールドプロレスリング｣ 2018年8月〜9月 ファイティングミュージック                                                         | 9thシングル『希望のWooh』 4thアルバム『F』                                                        |
| DIVE                                                   | KHB東日本放送 ｢もえスポ｣ 2020年4月〜9月 エンディングテーマ KHB東日本放送 ｢熱視戦 KHBスーパーベースボール｣ 2020年度 エンディングテーマ | 4thアルバム『F』                                                                                  |
| On Your Mark (ももいろクローバーZ with ファンキー加藤) | ニューヨーク・ヤンキース 田中将大選手登場曲 2020                                                                                      | ももいろクローバーZ『田中将大』                                                                   |
| 吼えろ 2021 (ももいろクローバーZ with ファンキー加藤)  | 楽天イーグルス 田中将大選手登場曲 2021                                                                                                | ももいろクローバーZ with ファンキー加藤 ｢吼えろ 2021｣                                             |
| VOYAGE                                                 | プロレスリング・ノア1.1日本武道館テーマソング                                                                                         | ベストアルバム『My BEST』                                                                         |

## ミュージックビデオ
| 監督     | 曲名           |
| 須永秀明 | 「My VOICE」   |
| 丸山健志 | 「輝け」       |
| 加藤マニ | 「希望のWooh」 |

## ライブ

### ツアー
- ファンキー加藤 インストアライブツアー 〜原点回帰〜（2013年11月17日-2014年2月16日）
- ONE FOR HALL TOUR 2015（2015年1月24日 - 7月4日）
- HALFWAY STAR TOUR（2016年11月12日 - 2017年3月17日）
- ファンキー加藤 全日本フリーライブツアー〜超原点回帰〜（2018年3月10日〜10月8日）
- 希望のWooh oh TOUR (2018年10月13日〜2019年1月12日)
- 2020年4月から「ファンキー加藤 ライブツアー“F”」(新型コロナウイルス感染拡大の影響により全公演中止)

### フェス
- ファンキー加藤主催 『OUR MIC FES』 （2019年8月31日、新木場STUDIO CORST）
- 台風19号復興支援チャリティーイベント『八王子エイド』（2019年12月16日・17日、八王子MATCH VOX）
- ベリーグッドマン対バンライブ『漢への道ツアー』（2019年11月25日、お台場Zeep Tokyo）

### ワンマン
- 「I LIVE YOU 2014」in 日本武道館（2014年9月19日・20日）
- 「カルピスソーダ」presents ファンキー加藤 白熱 ALL STANDING LIVE!（2014年9月29日・10月1日）
- 「I LIVE YOU 2015」in 大阪（2015年7月19日・20日、大阪城ホール）
- 「I LIVE YOU 2015」in 仙台（2015年11月28日、仙台セキスイハイムスーパーアリーナ)
- 「I LIVE YOU 2016」in 名古屋（2016年4月16日、日本ガイシホール）
- 「I LIVE YOU 2016」in 横浜（2016年7月23日・24日、横浜アリーナ）
- ファンキー号限定イベント 「FUNKY GO!! SUMMER 2017」(2017年7月2日、なんばHatch 7月14日、赤坂BLITZ)
- 「I LIVE YOU 2018」in HACHIOJI（2018年2月24日・25日、エスフォルタアリーナ八王子）
- FC会員限定ライブ『熱唱戦隊ゴネンジャー ～FUNKY KATO 5th ANNIVERSARY～』(2019年5月3日、新木場STUDIO COAST)
- 無観客生配信ライブ『超ワンマンライブ"F"』（2020年10月26日、小野路球場）
- 生誕記念ライブ『TANZANITE』（2020年12月18日、昭和女子大学　人見記念講堂）
- デビュー15周年記念　春ワンマン　ファンキー加藤『爛漫ライブ』（2021年3月13日、TACHIKAWA STAGE GARDEN）
- 「I LIVE YOU 2024」in 日比谷 （2024年4月27日、日比谷野外大音楽堂）

## 出演
※ゲスト出演はのぞく

### 映画
- ファンキー加藤 / My VOICE 〜ファンモンから新たな未来へ〜（2014年2月14日）
- サブイボマスク（2016年6月11日公開）- 主演・春雄 役[3]

### ドラマ
- ST 赤と白の捜査ファイル 第1話（2014年7月、日本テレビ）- マスター 役
- 星屑リベンジャーズ（2018年7月31日〈30日深夜〉 - 、名古屋テレビ[15]） - ウチダタカヤス 役

### バラエティ
- 極上空間（2016年6月4日、BS朝日） - クレイ勇輝との共演
- ヒロミの八王子会SP 豪華メンバー大集合！（2022年2月13日、BS日テレ）